# 타로: 죽음의 카드
《타로: 죽음의 카드》(영어: Tarot)는 미국에서 제작된 2024년 초자연 공포 영화이다. 스펜서 코언과 애나 핼버그가 공동으로 연출했으며, 코언과 핼버그 모두의 장편 영화 감독 데뷔작이다. 해리엇 슬레이터, 제이컵 바털론, 아반티카 반다나푸, 라슨 톰프슨, 올웬 푸에리 등이 출연하였다.
평단으로부터 대체로 부정 평가를 받았으나 박스 오피스에서 성공하였다.

## 줄거리
대학생 일곱 명이 캐츠킬의 한 저택을 빌려 생일 축하 모임을 갖는다. 지하에서 오래된 타로 카드가 발견되자 여흥으로 헤일리가 천궁도에 바탕해 본인을 포함한 참석자 모두의 점괘를 보게 되고, 각자가 여교황, 은자, 매달린 사람, 마술사, 바보, 악마, 죽음 카드를 받는다.
다음 날부터 친구들이 타로 카드 운세에 부합하는 형태로 하나씩 죽기 시작하자 남은 친구들은 본인들 생명도 위험하다고 판단하고 인터넷에서 찾은 타로 전문가 앨마 애스트럼을 방문한다. 앨마는 이들이 사용한 카드가 1798년 어느 헝가리 백작을 모시던 점성술사의 소유물임을 밝힌다.
앨마에 따르면, 이 점성술사는 백작의 아내가 출산 중 아기와 함께 사망할 거라고 점을 쳤고 이 예언이 그대로 이루어지자 분노한 백작이 점성술사의 딸을 살해했다. 이에 점성술사는 백작과 측근들을 타로 카드로 죽여 복수하고 자살하면서 이후 누구든 자신의 타로 카드를 쓰는 자는 죽음에 이르도록 저주를 걸었다는 것이다. 앨마는 자신의 친구들도 이 저주로 사망했으며 당시 스스로의 운세를 점치지 않았던 앨마 본인만이 유일하게 생존했다고 증언한다. 앨마는 문제의 타로 카드를 파괴하는 것을 해결책으로 제시한다.
다시 친구들이 하나씩 희생되는 가운데 타로 카드가 불에 타지 않자 이들은 앨마에게 재차 도움을 청하고, 앨마는 점성술사의 영을 소환한다. 그러나 점성술사의 영은 앨마의 운세를 점치고 검 6번(Six of Swords) 카드로 앨마를 죽여버린다. 헤일리는 타로로 점성술사의 천궁도 점괘를 읽어 반격에 들어가고, 죽음 카드를 뽑아내 점성술사의 영과 타로 카드를 함께 불태운다.

## 출연
- 해리엇 슬레이터 - 헤일리 역
- 제이컵 바털론 - 팩스턴 역
- 아반티카 반다나푸 - 페이지 역
- 라슨 톰프슨 - 엘리스 역
- 올웬 푸에리 - 앨마 애스트럼 역